# Pwd (Unix)
pwd (Abkürzung für englisch print working directory ‚zeige Arbeitsverzeichnis‘) ist ein Programm zur Ausgabe des Pfades innerhalb der Verzeichnisstruktur, in dem sich der aufrufende Prozess momentan befindet und damit, welches Arbeitsverzeichnis dieser verwendet. Jegliche Dateien ohne explizite Pfadangabe sind somit auf dieses Arbeitsverzeichnis referenziert (sozusagen den „aktuellen Standort“ in der Verzeichnisstruktur). Dieser aufrufende Prozess kann eine interaktive Shell aber auch ein Script oder dergleichen sein. Das Verhalten des Befehls ist für UNIX-Systeme im POSIX-Standard festgelegt und sein Vorhandensein für UNIX-Systeme vorgeschrieben, ähnliche Systeme verfügen in der Regel ebenfalls über diesen Befehl.
Die Ausgabe entspricht den POSIX-konformen Systemfunktionen getcwd() oder (veraltet) getwd() und kann mit diesen leicht implementiert werden.

## Funktionsweise
Das Verhalten des Programms ist im POSIX-Standard standardisiert, die Definition verweist auf die XBD Utility Syntax Guidelines.
Beispiel:
```
$
 pwd
/home/foobar
```

### Argumente und Optionen
Durch die Angabe der Optionen -L beziehungsweise -P kann die Ausgabe des logischen respektive des physischen Pfades erzwungen werden. Der physische Pfad weicht vom logischen Pfad dann ab, wenn der logische Pfad Symlinks enthält.
Wird keine Option angegeben, so ist laut POSIX-Standard -L der Default, werden mehrere Optionen verwendet, so wird die jeweils letztgenannte wirksam.
Im folgenden Beispiel ist /home ein symbolischer Link auf /mnt/home:
```
$
 pwd
/home/foobar

$
 pwd -L
/home/foobar

$
 pwd -P
/mnt/home/foobar

$
 ls -ld /home
lrwxrwxrwx 1 root root 10 10. Dez 05:06 /home -> /mnt/home
```

## Analoga

### Shells
Von der Funktion des Befehls pwd abgeleitet führen viele Shells (Kornshell, aber auch bash) eine automatisch aktualisierte Variable PWD, deren Inhalt der Ausgabe von pwd -P entspricht.

### Andere Betriebssysteme
Vergleichbare Befehle finden sich auch in anderen Betriebssystemen, etwa Windows (chdir ohne Argumente) oder OpenVMS (show default).